# Kadi Askar
El qadi al-àskar, en àrab (قاضي العسكر, qāḍī al-ʿaskar, ‘jutge de l'exèrcit’) o, en turc, kazasker o kadıasker (turc otomà: قاضی عسكر), és una institució que té les seves arrels en el segle viii quan el governador d'Egipte Sàlih ibn Alí ibn Abd-Al·lah (750-751) va nomenar un jutge o cadi per cadascuna de les unitats militars del seu exèrcit que sortien en expedició (750). Apareixen després com a institució regular sota els aiúbides, al segle xii, i sota els seljúcides de Rum, al segle xiii. El primer kadıaskar otomà fou nomenat el 1363 amb jurisdicció militar i control sobre tots els cadis; el 1481 es van crear dos kadıaskar, un per a Anatòlia i un per a Rumèlia; un tercer per al Diyarbekir fou creat vers el 1515 per Selim I, però va ser suprimit al cap d'uns tres anys. Els kadıaskar eren membres del Diwan-i Humayun o Consell Imperial, la qual cosa els donava molta influència. A la segona meitat del segle xvi van perdre part d'aquesta influència en favor del gran muftí d'Istanbul, però van restar membres del diwan fins a la meitat del segle xix. El càrrec va existir fins al 1914, quan els dos cadis van ser reunits en un de sol fins a l'abolició decretada per la república el 1923.